# Arbetslöshetskassan för service och kommunikation
Arbetslöshetskassan för service och kommunikation, Sekos a-kassa, är den arbetslöshetskassa som tillåter medlemmar som jobbar inom kommunikation (i betydelsen av transport) och service. Sekos a-kassa hade 77 667 medlemmar den sista december 2022.
Sekos a-kassa är ingen myndighet men bedriver myndighetsutövning när beslut fattas i ersättningsärenden och i ärenden om in- och utträden. Sekos a-kassa arbete granskas av tillsynsmyndigheten Inspektionen för arbetslöshetsförsäkringen, IAF .

## Uppgift
Sekos a-kassa uppgift är att betala ut arbetslöshetsersättning till medlemmar vid arbetslöshet i enlighet med bestämmelserna i lag (1997:238) om arbetslöshetsförsäkring, ALF. Arbetslöshetsförsäkringen kompenserar för viss del av inkomstbortfallet vid arbetslöshet. Verksamheten bedrivs i enlighet med lag (1997:239) om arbetslöshetskassor, LAK och arbetslöshetskassans stadgar.

## Organisation
Sekos a-kassa finns på totalt fyra adresser i Stockholm, Göteborg, Växjö och Sundsvall. Verksamheten leds av en kassaföreståndare som utses av styrelsen, som i sin tur väljs av arbetslöshetskassans föreningsstämma.
Organisationsnummer: 802005-5003

## Verksamhetsområde
Sekos a-kassa verksamhetsområde är begränsat till:
- service på högskolor/universitet (administrativ personal, lokalvårdare och behandlingsassistenter)
- inom energi (tekniker, personal i service och underhåll i kraftanläggningar )
- postväsendet
- civil personal inom försvaret
- telekommunikation (callcenter/kundtjänst, installation och service)
- tåg (lokförare, tågvärdar, spärrvakter, stationspersonal, flygplatspersonal, reparatörer, lokalvårdare med flera.)
- väg- och järnvägsarbetare
- sjöfolk
- kriminalvård